# Riedelia lanatiligulata
Riedelia lanatiligulata är en enhjärtbladig växtart som beskrevs av Henry Nicholas Ridley. Riedelia lanatiligulata ingår i släktet Riedelia och familjen Zingiberaceae. Inga underarter finns listade i Catalogue of Life.